# Cantonul Montgeron
Cantonul Montgeron este un canton din arondismentul Évry, departamentul Essonne, regiunea Île-de-France, Franța.

## Comune
| Comune    | Populație (1999) | Cod poștal | Cod INSEE   |
| --------- | ---------------- | ---------- | ----------- |
| Montgeron | 22.880 loc.      | 91230      | 91 2 19 421 |